# Copa Latina 2009 (fútbol playa)
La X Copa Latina del 2009 se disputó del 27 de febrero al 1 de marzo de 2009 en Brasil.

## Sistema de disputa
La definición del campeonato se componía de enfrentamientos únicos, bajo el sistema todos contra todos, el equipo que obtuviese más puntos se coronaría como campeón, de haber igualdad en puntos, se dirimirá según el resultado del partido disputado entre las selecciones igualadas.

## Equipos participantes
Cuatro las diez asociaciones miembro de la Conmebol participaron en este campeonato:
- Argentina
- Brasil
- Chile
- Uruguay

## Clasificación

### Tabla
| Equipo    | Pts | PJ | PG | PG+ | PP | GF | GC | Dif |
| --------- | --- | -- | -- | --- | -- | -- | -- | --- |
| Brasil    | 9   | 3  | 3  | 0   | 0  | 24 | 9  | +15 |
| Chile     | 5   | 3  | 1  | 1   | 1  | 18 | 22 | -4  |
| Argentina | 2   | 3  | 0  | 1   | 2  | 13 | 18 | -5  |
| Uruguay   | 0   | 3  | 0  | 0   | 3  | 9  | 15 | -6  |

| Fecha         | Hora        |           | Resultado |           |
| ------------- | ----------- | --------- | --------- | --------- |
| 27 de febrero | 10:00 a. m. | Argentina | 2:2 (1:0) | Uruguay   |
| 27 de febrero | 12:00 a. m. | Brasil    | 11:2      | Chile     |
| 28 de febrero | 10:00 a. m. | Argentina | 6:6 (0:2) | Chile     |
| 28 de febrero | 12:00 a. m. | Brasil    | 5:2       | Uruguay   |
| 1 de marzo    | 08:30 a. m. | Uruguay   | 5:8       | Chile     |
| 1 de marzo    | 10:30 a. m. | Brasil    | 8:5       | Argentina |

| Campeón Brasil 9º título |

## Goleadores
| Jugador          | Selección | Goles |
| ---------------- | --------- | ----- |
| Daniel           | Brasil    | 6     |
| Martín           | Uruguay   | 5     |
| José Mena        | Chile     | 5     |
| Carlos Medina    | Chile     | 5     |
| Benjamin         | Brasil    | 5     |
| F. Hilaire       | Argentina | 4     |
| Rodrigo Sanhueza | Chile     | 3     |
| Buru             | Brasil    | 3     |
| S. Hilaire       | Argentina | 3     |
| L. Hilaire       | Argentina | 3     |
| Bruno            | Brasil    | 3     |